# Necrotaulius stigmaticus
Necrotaulius stigmaticus is een fossiele soort schietmot uit de familie Necrotauliidae.